# VKP (werknemersvereniging)
De VKP (Vereniging van KLM Professionals), voorheen de Vereniging van Hoger KLM Personeel, is een categorale Nederlandse werknemersvereniging. 
Sinds 1969 is de VKP officieel erkend door KLM. Hoewel de VKP nauw verbonden is met KLM, is de vereniging onafhankelijk van KLM. 
De VKP stelt zich volgens haar statuten ten doel "de maatschappelijke belangen van het KLM grondpersoneel te behartigen respectievelijk de behartiging daarvan te bevorderen, alsmede bij te dragen tot de goede verhoudingen in de onderneming". De VKP richt zich primair op de belangen van iedereen die valt onder de cao voor het KLM-grondpersoneel, alsmede voor gepensioneerd KLM-grondpersoneel. De vereniging vertegenwoordigt haar leden bij cao-onderhandelingen en is vertegenwoordigd in de ondernemingsraad. Daarnaast behartigt de VKP de belangen van haar individuele leden in geval van aangelegenheden die de arbeidsbetrekking met KLM betreffen. 
De VKP is aangesloten bij de landelijke werknemersorganisatie VCP (Vakcentrale voor Professionals). Bij de VCP zijn meerdere vakorganisaties aangesloten uit verschillende disciplines. Zo biedt de VKP via de VCP een ontmoetingsplaats voor professionals. 
Het kantoor van de VKP is gevestigd op Schiphol-Oost.